# 国際吃音啓発の日

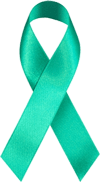
ISADリボン

国際吃音啓発の日（こくさいきつおんけいはつのひ、英語: International Stuttering Awareness Day、略称、ISAD）は、1998年に国際吃音者連盟・国際流暢性学会などによって定められた、世界に数百万人（総人口の1％）いるとされる吃音（きつおん）や言語障害を持った人に対する理解啓発を目的とする国際的な日。10月22日。

## 組織
国際吃音啓発の日は、次の3団体によって組織されている。
- ヨーロッパ吃音協会連合
- 国際流暢性協会
- 国際吃音協会

## 活動
国際吃音啓発の活動として、オンライン会議を含めて毎年10月1日から22日まで、言語病理学者に加えて吃音や言語障害に関心のある人々によって会議が行われる。 1998年以降の各年の会議録はオンラインで閲覧できる。
そこには、公的な自覚イベント、メディアキャンペーン、教育活動、およびオンラインソースも掲載されている。
イギリスの雑誌コミュニティケアーに国際吃音啓発の日の記事として掲載された、ブルガリア吃音協会のイリーナ・パペンチヴァから取材した記事において、障害を持つ人むけのサービスプロバイダーのヨーロッパ協会の熱烈な支持者たちは、吃ることについて、斬新な態度を要求したと報じた。それは、『誰もが吃音者と会話したり議論したりする時に、敏感な注意を払う責任を持っている。』『吃ることが奇妙なことではない。』と述べている
。

### 吃音に関する組織
- 国際吃音協会

アメリカ
- アメリカ吃音研究所
- 全米吃音協会
- アメリカ吃音連盟
- 西部ペンシルバニア吃音センター

ヨーロッパ
- ヨーロッパ吃音協会連合
  - 英国吃音協会
  - ミカエル・パラン吃音児童センター

アジア
- イスラエル吃音協会
- インド吃音協会
- 言友会（NPO法人 全国言友会連絡協議会）[12]